# بیلی جکسون (بازیکن فوتبال)
بیلی جکسون (انگلیسی: Billy Jackson; ۱۵ ژوئیهٔ ۱۹۰۲ – ۱۹۷۴ (۷۱−۷۲ سال)) بازیکن فوتبال بود.
از باشگاه‌هایی که در آن بازی کرده‌است می‌توان به باشگاه فوتبال واتفورد اشاره کرد.